# Wiener Neustadt Arena
Le Wiener Neustadt Arena, appelé Ergo Arena par contrat de naming avec Ergo Versicherung (de), est un équipement sportif situé à Wiener Neustadt, en Basse-Autriche. Ce stade de 4 000 places est inauguré le 28 septembre 2019. Il héberge depuis 2019 les matchs du Wiener Neustädter SC. Le Wiener Neustadt Arena remplace l'ancien stade de Wiener Neustadt.

## Histoire

### Projet de construction
Après la vente du terrain du stade de Wiener Neustadt à des coopératives d'habitation pour un montant de 10,6 millions d'euros en octobre 2017,. Le 12 mars 2018, le conseil municipal a décidé à l’unanimité de construire un nouveau stade dans le quartier de Civitas Nova, entre l’Arena Nova (de) et l’Aqua Nova. Le stade proposé comptera environ 5 000 places, sera achevé pour le printemps 2019. La construction du stade est confiée au groupe Strabag associé au groupe Porr, pour un coût de 12,8 millions d'euros.
Après la non-ascension du SC Wiener Neustadt en Bundesliga, le conseil municipal annonce la baisse de la capacité du stade, réduite à 4 000 (dont 3 000 places assises), pour un coût de 11,7 millions d'euros le 8 octobre 2018,,.

### Travaux
Le stade est conçu par Michael Ebner et Markus Hartberger de Strabag est le chef de chantier,.
La cérémonie de début des travaux a lieu le 12 octobre 2018, en présence des élus locaux, dont le maire de Wiener Neustadt Klaus Schneeberger (de),. Le 18 décembre, le gouvernement du Land de Basse-Autriche investisse 3,2 millions d'euros dans les projets du stade et du centre d’entraînement. En février 2019, la construction du nouveau stade est entièrement dans les délais. La structure en bois de la tribune ouest attire l’attention, d'une capacité de 1 930 places et 250 places VIP. La construction du stade est achevée le 9 août 2019, après neuf mois de travaux,.
Le 22 mars 2021, le conseil municipal investisse 250 000 euros supplémentaires pour devenir encore plus attrayant, tant au niveau national qu’international, selon les critères de l’ÖFB,.

### Rencontre inaugurale
La ville de Wiener Neustadt annonce le 13 septembre 2019 que la rencontre inaugurale du nouveau stade va se dérouler le 28 septembre, entre la réserve du SC Wiener Neustadt et du SC Felixdorf, puis entre le SC Wiener Neustadt et la réserve du Rapid Vienne,.

## Utilisation du stade

### Wiener Neustädter SC
Le stade accueille le Wiener Neustädter SC, qui évolue actuellement en Regionalliga. En septembre 2019, le club et le maire de Wiener Neustadt se sont mis d'accord sur les modalités du contrat d’utilisation et de location de l'équipement sportif.

### Événements
L'équipe d'Autriche de football féminin dispute deux rencontres au Wiener Neustadt Arena. Les Autrichiennes rencontrent le 27 octobre 2020, la France lors d'un match des éliminatoires de l'Euro. Le match se solde par un match nul et vierge. La deuxième rencontre a lieu le 14 juin 2021 lors d'un match amical, contre l'Italie. La rencontre se termine sur le score de 3-2 en faveur des Italiennes.
Plusieurs sélections comme les États-Unis, le Mexique, la Corée du Sud, le Costa Rica ont disputé des rencontres internationales dans ce nouveau stade,,,,. Lors de la saison 2020-2021, la réserve du Rapid Vienne dispute trois rencontres de 2. Liga au Wiener Neustadt Arena en avril 2021.
Le 16 juillet 2020, le groupe de heavy metal britannique, Iron Maiden est le premier à se produire en concert au Wiener Neustadt Arena. Puis, il organise un festival d'un jour, le Nova Rock Encore, le 11 septembre 2021.

## Galerie

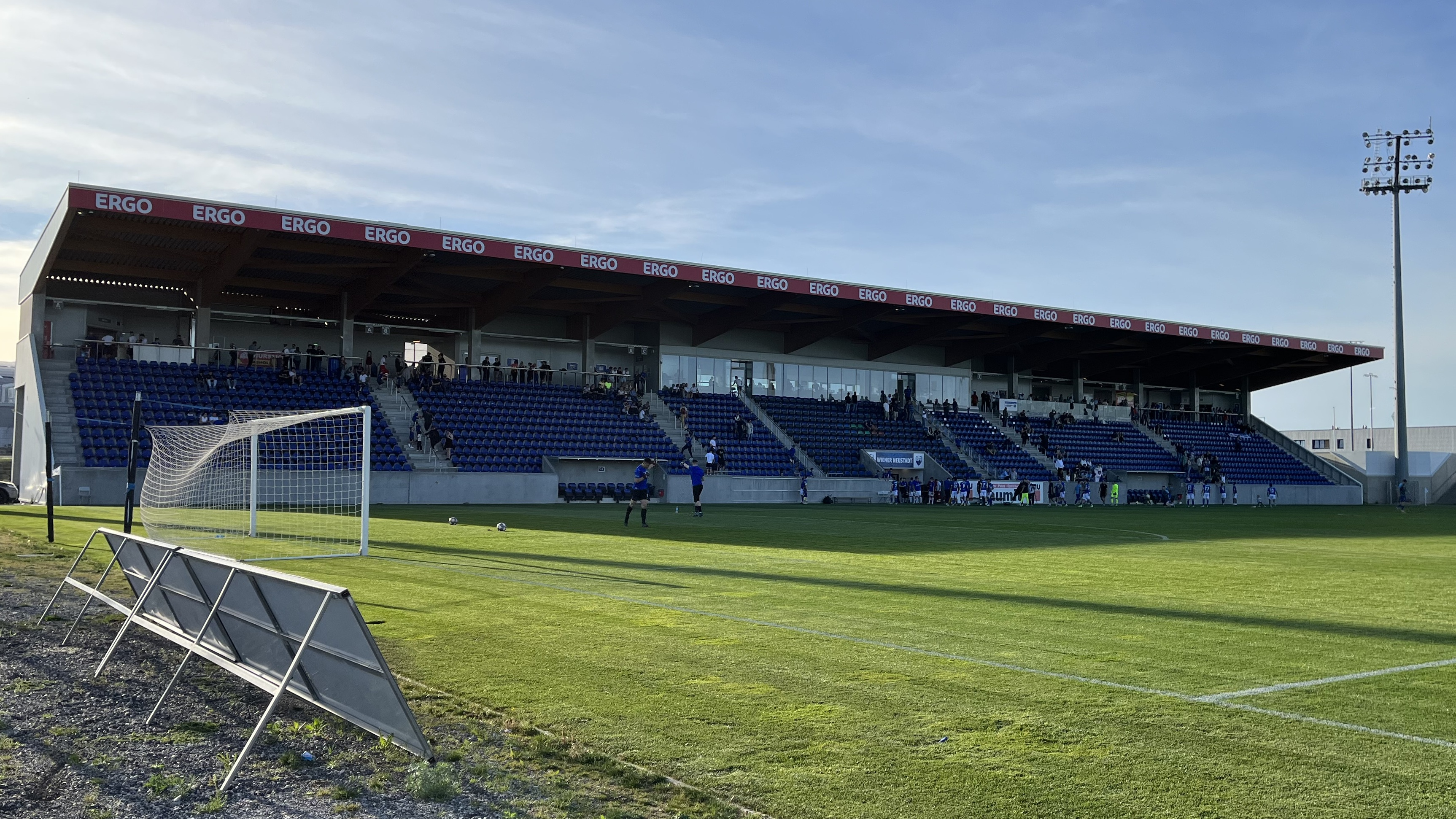
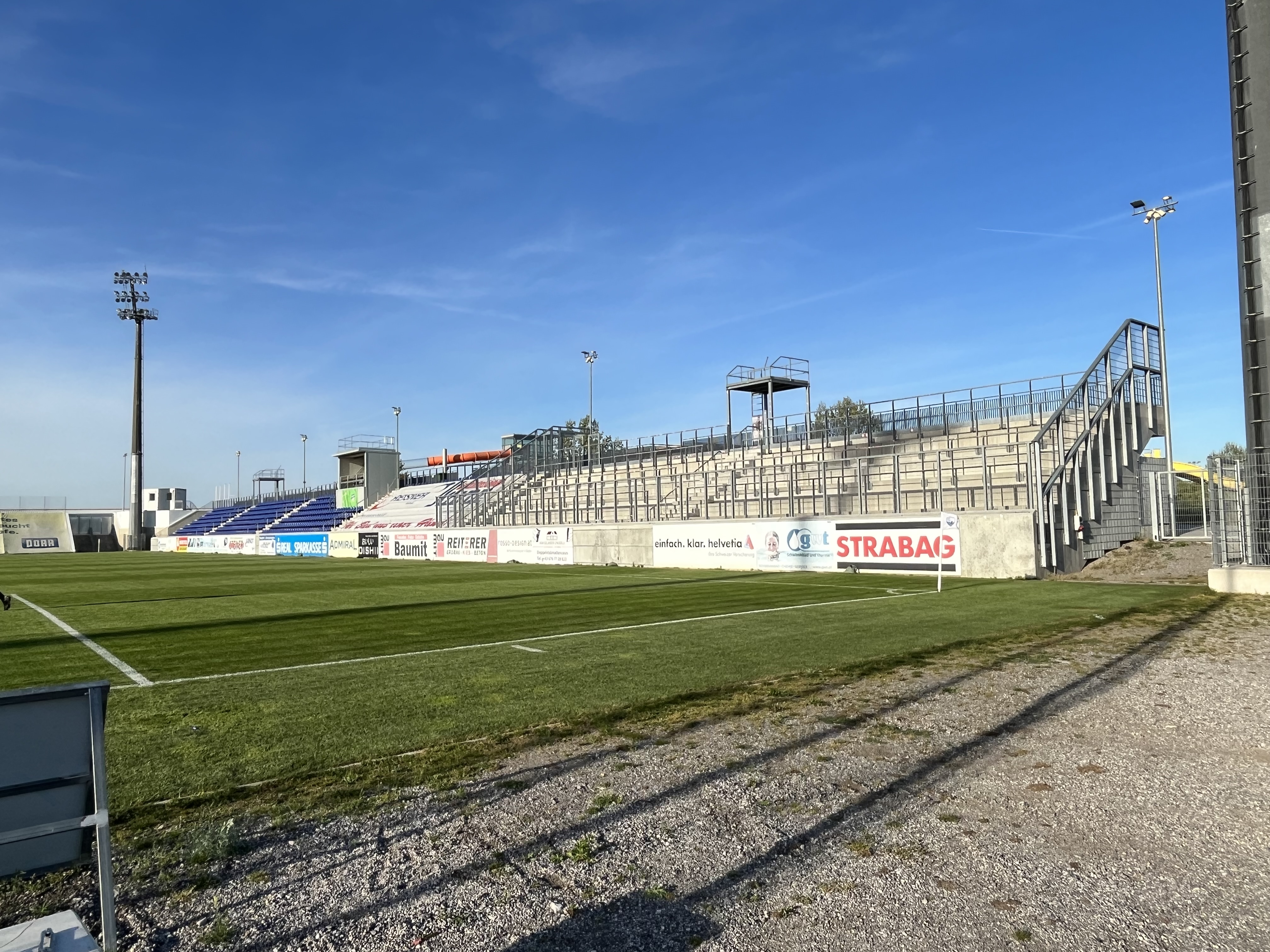